# Демидовка (Пермский край)
Демидовка — деревня в Кочёвском районе Пермского края. Входит в состав Большекочинского сельского поселения. Располагается северо-восточнее районного центра, села Кочёво, на левом берегу реки Пузым. Расстояние до районного центра составляет 26 км. По данным Всероссийской переписи населения 2010 года, в деревне проживало 5 человек (3 мужчины и 2 женщины).

## История
По данным на 1 июля 1963 года, в деревне проживало 82 человека. Населённый пункт входил в состав Большекочинского сельсовета.